# Reprezentacja Estonii w piłce wodnej mężczyzn
Reprezentacja Estonii w piłce wodnej mężczyzn – zespół, biorący udział w imieniu Estonii w meczach i sportowych imprezach międzynarodowych w piłce wodnej, powoływany przez selekcjonera, w którym mogą występować wyłącznie zawodnicy posiadający obywatelstwo estońskie. Za jej funkcjonowanie odpowiedzialny jest Estoński Związek Pływacki (EUL), który jest członkiem Międzynarodowej Federacji Pływackiej.

## Historia
Reprezentacja Estonii rozegrała swój pierwszy oficjalny mecz w eliminacjach do Mistrzostw Europy.

## Udział w turniejach międzynarodowych

### Igrzyska olimpijskie
Reprezentacja Estonii żadnego razu nie występowała na Igrzyskach Olimpijskich.

### Mistrzostwa świata
Dotychczas reprezentacji Estonii żadnego razu nie udało się awansować do finałów MŚ.

### Puchar świata
Estonia żadnego razu nie uczestniczyła w finałach Pucharu świata.

### Mistrzostwa Europy
Estońskiej drużynie żadnego razu nie udało się zakwalifikować do finałów ME.